# جانيت غان
جانيت غان (بالإنجليزية: Janet Gunn)‏ هي مضيفة طيران وممثلة أمريكية، ولدت في 2 نوفمبر 1961 بفورت وورث في الولايات المتحدة. بدأت مشوارها المهني سنة 1978.

## أعمال

### أفلام
- (1996) المطلب[4]

## وصلات خارجية
- جانيت غان على موقع IMDb (الإنجليزية)
- جانيت غان على موقع روتن توميتوز (الإنجليزية)
- جانيت غان على موقع إن إن دي بي (الإنجليزية)
- جانيت غان على موقع قاعدة بيانات الفيلم (الإنجليزية)